# نظریه زبان خورشید
نظریهٔ زبان خورشید (ترکی استانبولی: Güneş Dil Teorisi) یک فرضیه شبه زبانشناسانه و شبه علمی ردشده بود که در دهه ۱۹۳۰ در ترکیه توسعه یافت و بدون منبع با جنبهٔ سیاسی که پیشنهاد می‌کرد همهٔ زبان‌های بشری بازماندگان یک زبان اولیهٔ آسیای مرکزی هستند. این نظریه سپس پیشنهاد می‌کرد که تنها زبانی که کم و بیش همانند این زبان اولیه باقی‌مانده زبان ترکی است. نظریه این را بدین دلیل پیشنهاد می‌کرد که از آنجا که این زبان اولیه تشابهات واجی نزدیکی به ترکی داشت، رد پای همهٔ دیگر زبان‌ها الزاماً می‌بایست به ریشه‌های ترکی برگردد. بنا به نظریه، پرستشگران آسیای مرکزی که می‌خواستند قدرت مطلق خورشید و توانایی‌های حیات‌بخش او را تجلیل کنند، این کار را با تبدیل یکی از حرافی‌های بی‌معنی خود به صورت مجموعه‌ای بهم پیوسته‌ای از مناسک انجام دادند و زبان زاده شد و دلیل این نام همین است.
این نظریه تحت تأثیر تاریخ‌دان فرانسوی هیلر دو بارنتون که معتقد بود منشأ زبان‌ها هیروگلیف‌های سومریان است قرار داشت. مصطفی کمال آتاترک بنیانگذار و نخستین رئیس‌جمهور ترکیه از آن رسماً پشتیبانی کرد.

## منشأ
منشأ این نظریه شامل موارد زیر بود:
- ایده‌های هیلر دو بارنتون، تاریخدان فرانسوی، که در کتابش به نام "L'Origine des Langues, des Religions et des Peuples" ("منشأ زبان‌ها، ادیان و اقوام") بیان شده بود، مبنی بر اینکه تمام زبان‌ها از هیروگلیف‌ها و خطوط میخی که سومری‌ها استفاده می‌کردند، سرچشمه گرفته‌اند.[۴][۵] زبان‌شناسان ترکی ادعا کردند که سومری‌ها ریشه‌ای ترکی داشتند و بنابراین منشأ زبان، ترکی بوده است.[۴]
- مقاله‌ای از هرمان ف. کورگیچ، زبان‌شناس اتریشی اهل وین، با عنوان "La psychologie de quelques éléments des langues Turques" ("روان‌شناسی برخی عناصر زبان‌های ترکی").[۶] او همچنین با حمایت سفارت ترکیه در وین، تحقیقاتی دربارهٔ این نظریه انجام داد.[۷]

در طی ده ماه در پایان سال ۱۹۳۵ و اوایل ۱۹۳۶، زبان‌شناسان ترکی از انجمن زبان ترکی نظریه زبان خورشید را توسعه دادند که در سومین کنگره زبان ترکی به عنوان منبع همه زبان‌ها ارائه شد.

## تاریخچه
این نظریه به تأیید کمال آتاتورک، نخستین رئیس‌جمهور جمهوری ترکیه، متکی بود که نه تنها از این نظریه حمایت رسمی و مادی کرد، بلکه مشارکت مهمی در توسعه آن داشت. این نظریه در سال ۱۹۳۶ در سومین کنگره زبان ترکی با حمایت رسمی دولت ترکیه مواجه شد. در همین کنگره، اکثر قریب به اتفاق پژوهشگران بین‌المللی غیرترکی، از جمله فریدریش گیسه، با این نظریه مخالفت کردند. یکی از معدود زبان‌شناسان غیرترکی که از این نظریه حمایت می‌کرد، هرمان ف. کورگیچ بود.
از آنجایی که این نظریه ادعا می‌کرد که تمام واژگان از زبان ترکی سرچشمه گرفته‌اند، دیگر ضرورتی برای جایگزینی تمام وام‌واژه‌های خارجی در زبان احساس نشد، فرآیندی که پیش از این آغاز شده بود. در ابتدا این نظریه فقط در دپارتمان‌های تورکولوژی دانشگاه‌های ترکیه تدریس می‌شد، اما به دستور مصطفی کمال آتاتورک، در تمامی رشته‌ها به عنوان یک موضوع اجباری تدریس شد. نظریه زبان خورشید پس از مرگ مصطفی کمال در نوامبر ۱۹۳۸ به سرعت نقش برجسته‌اش را از دست داد و حتی در کنگره بعدی زبان ترکی در سال ۱۹۴۲ از آن یادی نشد.
در دهه ۱۹۹۰، برخی نویسندگان ترک تعاریف و تفسیرهایی دربارهٔ اصول بنیادین جمهوری ترکیه، اقدامات آن در سال‌های اولیه، و اصول آتاتورک، از جمله ایدئولوژی رسمی دولت و انکار قومیت، با استناد به مطالعات مربوط به نظریه زبان خورشید ارائه کردند، برای این منظور، نوشته شد که شایعات غیرمنطقی دربارهٔ نظریه زبان خورشید و طرح تاریخ ترکی که توسط آتاتورک حمایت می‌شد، ساخته شده‌اند و آتاتورک به عنوان «فردی که به اشتباهات باور دارد» نشان داده شده است. استدلال می‌شود که این انتشارات به‌طور هدفمند تحت تأثیر موج پسا-مدرنیسم و با هدف انتقاد از انقلاب‌های آتاتورک و اثرات آنها انجام شده‌اند.

## اصول و مبانی
همان‌طور که در مقاله‌ای از سال ۱۹۳۶ در نیویورک تایمز دربارهٔ برنامه درسی مدرسه زبان، تاریخ و جغرافیای دانشگاه آنکارا که به تازگی تأسیس شده بود، تشریح شده است، این نظریه شامل اصول زیر بود:
نظریه ادعا می‌کند که [به همان اندازه که] سومری‌ها، که ترک بودند، در آسیای مرکزی ریشه داشتند، تمام زبان‌ها نیز به طبع آن در همان منطقه منشأ گرفتند و ابتدا توسط ترک‌ها استفاده شدند. اولین زبان، در حقیقت، به این شکل به وجود آمد: انسان پیشاتاریخی، یعنی ترک‌ها در مراحل ابتدایی‌ترین خود، تحت تأثیر آثار خورشید بر زندگی آنقدر قرار گرفت که آن را به عنوان یک خدایی مطرح کرد که از آن همه خیر و شر سرچشمه می‌گرفت. از آن جا، نور، تاریکی، گرما و آتش به او الهام شد و با آن، تمام مفاهیم مربوط به زمان، ارتفاع، فاصله، حرکت، اندازه و عواطف خود را بیان کرد. خورشید اولین چیزی بود که به آن نامی داده شد. این نام «آغ» [sic] (تلفظ می‌شود: آغ) بود و از این هجای اصلی، تمام واژگانی که امروزه استفاده می‌شوند، مشتق شده‌اند. این، به‌طور خلاصه، نظریه دربارهٔ «زبان خورشید» است و با تفکر جدید دربارهٔ تاریخ ترکیه، در مدرسه جدید آنقره تدریس خواهد شد.
بر پایهٔ دیدگاه نظریه زبان خورشید در مورد منشأ تمدن و زبان‌های بشری، ادعا شده بود که زبان ترکی، زبانی است که همهٔ زبان‌های پیشرفته از آن مشتق شده‌اند. بر اساس این نظریه، نخستین افرادی که سخن گفته‌اند، نژاد برتر «ترک‌های آلپین برکی‌سفال» (با جمجمه کوتاه) (Alpine Brachycephalic Turks) بودند که در پی یک فجایع آب‌وهوایی در سراسر زمین پخش شدند و بدین ترتیب به همه تمدن‌ها مزیت استفاده از زبان را ارائه دادند.
برخی از واژگانی که با استفاده از روش گوروپیسم (ساخت‌وساز غلط دلخواه از ریشه‌های زبانی)، به زبان ترکی نسبت داده شدند عبارتند از: واژه God (خدای انگلیسی) که به زبان ترکی kut (برکت/قدرت) نسبت داده شد؛ واژه Bulletin (نشریه) که از bülten یا belleten ترکی گرفته شد؛ و واژه Electric (برق) که از واژه اویغوری yaltrık (درخشش) منشأ گرفته دانسته شد. همچنین واژه‌های خارجی مانند wattman (واط‌من) در زبان فرانسه که از ترکیب watt (واط) و man (مرد) تشکیل شده بود، توسط یک زبان‌شناس ترکی به زبان ترکی نسبت داده شد. نمونه‌های برجسته دیگر شامل شخصیت‌های اساطیری یونانی مانند Aphrodite (افرادیت) که از واژه ترکی avrat (زن) و Artemis (آرتمیس) که از واژه ترکی tertemiz (بسیار تمیز) مشتق شده بودند، قرار داشتند.
بر اساس گفته گلعاد زوکرمن، زبان‌شناس معروف، «ممکن است نظریه زبان خورشید توسط آتاتورک به منظور مشروعیت بخشیدن به واژگان عربی و فارسی که مقامات زبان ترکی نتوانستند آن‌ها را از زبان حذف کنند، پذیرفته شده باشد. این حرکت، شکست در ارائه واژه‌های نو (نئولوژیزم) برای همه وام‌واژه‌ها/واژگان خارجی را جبران کرد.»